# Laurence Olivier
Laurence Kerr Olivier, Baron Olivier (Dorking, 22 mei 1907 – Steyning, 11 juli 1989) was een Engels acteur en toneelregisseur, die door velen wordt beschouwd als de beste acteur van de twintigste eeuw. Hij geldt tevens als een van de beste Shakespeare-vertolkers ooit. Vele van zijn film- en theaterproducties waren bewerkingen van stukken van William Shakespeare.

## Biografie
Olivier werd geboren in Dorking, Surrey, als zoon van een Anglicaanse priester, die dol was op theater. Op zijn negende speelde hij Brutus in Julius Caesar. Op zijn zeventiende werd Olivier lid van the Central School of Speech and Drama, waar hij onder andere les kreeg van Claude Rains.
Op zijn twintigste speelde hij al hoofdrollen op West End. Zijn grote doorbraak bij het publiek was Private Lives van Noël Coward, in 1930. Datzelfde jaar, op 25 juli, trouwde hij ook met actrice Jill Esmond. Toen Private Lives naar Broadway ging, gingen Olivier en Esmond mee. Hij kreeg in Hollywood een contract bij RKO, maar zijn carrière kwam daar niet van de grond.
In 1935 speelde hij in Londen in John Gielguds productie van Romeo en Julia de rol van Romeo, en ook Mercutio op de avonden dat Gielgud zelf Romeo speelde. De critici waren lovend over de nieuwe ster, en vergeleken hem zelfs met Gielgud en Ralph Richardson, die toen door velen werden beschouwd als de beste acteurs van het moment.
Het jaar daarop regisseerde hij zijn eerste toneelstuk en begon hij weer in films te spelen. In 1939 keerde hij terug naar Hollywood, waar hij Heathcliff speelde in Samuel Goldwyns versie van Emily Brontës Wuthering Heights. Voor deze film verwierf Olivier zijn eerste Oscar-nominatie, voor beste acteur. Andere rollen volgden, waaronder Alfred Hitchcocks Rebecca.
Eind jaren dertig kreeg hij een stormachtige relatie met Vivien Leigh, waardoor hij uiteindelijk van Esmond scheidde. Leigh en Olivier trouwden op 31 augustus 1940 en zouden twintig jaar bij elkaar blijven.
Tijdens de Tweede Wereldoorlog keerde hij terug naar Engeland, om daar te dienen bij de Royal Navy. In deze periode werd hij co-regisseur samen met Richardson bij de Old Vic.
In 1944 regisseerde, produceerde en speelde hij in de film Henry V, zijn meeste bejubelde werk. Hij kreeg hiervoor vele grote prijzen, waaronder een ere-Oscar. In 1947 bracht hij Hamlet naar het witte doek. Voor deze film ontving hij twee Oscars, voor beste acteur en voor beste film, en het leverde hem daarnaast een Oscarnominatie voor beste regie op. Datzelfde jaar werd hij geridderd en mocht hij zich Sir Laurence Olivier noemen.
In de jaren vijftig ging het minder goed met zijn carrière. Hij kende wel enkele successen, maar ook enige flops, waaronder The Prince and the Showgirl, waarin hij Marilyn Monroe regisseerde. Ook met zijn relatie met Leigh ging het minder.
In 1956 ging hij een heel andere richting op, in de theaterproductie van The Entertainer van John Osborne. De rol van musichallster Archie Rice was anders dan zijn voorgaande rollen. Deze lijn zette hij door, te beginnen met de filmversie van The Entertainer. Een andere film uit die periode was Spartacus, waarin hij de wrede Romeinse generaal Crassus speelde.
In 1962 werd Olivier de artistiek directeur van het National Theatre van Groot-Brittannië. Hij zou dit tot 1973 blijven. In 1970 werd Olivier life peer, wat betekent dat hij een niet-erfelijke adellijke titel krijgt, voor zijn verdiensten in de kunsten. Olivier was de eerste acteur die deze onderscheiding kreeg. Vanaf toen mocht hij de titel Baron Olivier, of Brighton in the County of Sussex, voeren en plaatsnemen in het Hogerhuis. In 1981 kreeg hij the Order of Merit.
In 1980 had hij een hoofdrol in The Jazz Singer, samen met Neil Diamond. In 1981 speelde Olivier een belangrijke rol in de serie Brideshead Revisited.
In 1974 speelde hij zijn laatste toneelrol. Zijn laatste filmrol, War Requiem, speelde hij in 1988. Olivier stierf in Steyning, West Sussex, aan een neuromusculaire afwijking en kanker. Hij werd 82 jaar oud. Olivier werd begraven in Poets' Corner in Westminster Abbey.
In 2004, vijftien jaar na zijn dood, speelde Olivier een belangrijke rol in de film Sky Captain and the World of Tomorrow, waarbij archiefmateriaal van hem werd verwerkt in de film, zodat het net leek alsof hij de vijand speelde.

## Filmografie
- 1931 - Friends and Lovers (Victor Schertzinger)
- 1931 - The Yellow Ticket (Raoul Walsh)
- 1935 - Moscow Nights (Anthony Asquith)
- 1937 - Fire over England (William K. Howard)
- 1938 - The Divorce of Lady X (Tim Whelan)
- 1939 - Wuthering Heights (William Wyler)
- 1940 - Rebecca (Alfred Hitchcock)
- 1940 - Pride and Prejudice (Robert Z. Leonard)
- 1941 - That Hamilton Woman (Alexander Korda)
- 1941 - 49th Parallel (Michael Powell)
- 1943 - The Demi-Paradise (Anthony Asquith)
- 1944 - Henry V (Laurence Olivier)
- 1948 - Hamlet (Laurence Olivier)
- 1952 - Carrie (William Wyler)
- 1953 - The Beggar's Opera (Peter Brook)
- 1955 - Richard III (Laurence Olivier)
- 1957 - The Prince and the Showgirl (Laurence Olivier)
- 1960 - The Entertainer (Tony Richardson)
- 1960 - Spartacus (Stanley Kubrick)
- 1963 - Uncle Vanya (Laurence Olivier)
- 1965 - Bunny Lake Is Missing (Otto Preminger)
- 1966 - Khartoum (Basil Dearden)
- 1968 - The Shoes of the Fisherman (Michael Anderson)
- 1969 - Oh! What a Lovely War (Richard Attenborough)
- 1969 - Battle of Britain (Guy Hamilton)
- 1970 - Three Sisters (Laurence Olivier)
- 1971 - Nicholas and Alexandra (Franklin J. Schaffner)
- 1972 - Lady Caroline Lamb (Robert Bolt)
- 1972 - Sleuth (Joseph L. Mankiewicz)
- 1974 - The Rehearsal (Jules Dassin)
- 1976 - Marathon Man (John Schlesinger)
- 1976 - The Seven-Per-Cent Solution (Herbert Ross)
- 1977 - A Bridge Too Far (Richard Attenborough)
- 1978 - The Betsy (Daniel Petrie)
- 1978 - The Boys from Brazil (Franklin J. Schaffner)
- 1979 - A Little Romance (George Roy Hill)
- 1979 - Dracula (John Badham)
- 1980 - The Jazz Singer (Richard Fleischer)
- 1981 - Inchon (Terence Young)
- 1981 - Clash of the Titans (Desmond Davis)
- 1983 - The Jigsaw Man (Terence Young)
- 1984 - The Bounty (Roger Donaldson)
- 1985 - Wild Geese II (Peter Hunt)
- 1989 - War Requiem (Derek Jarman)
- 2004 - Sky Captain and the World of Tomorrow (Kerry Conran)

## Oscars en Oscarnominaties
- 1940

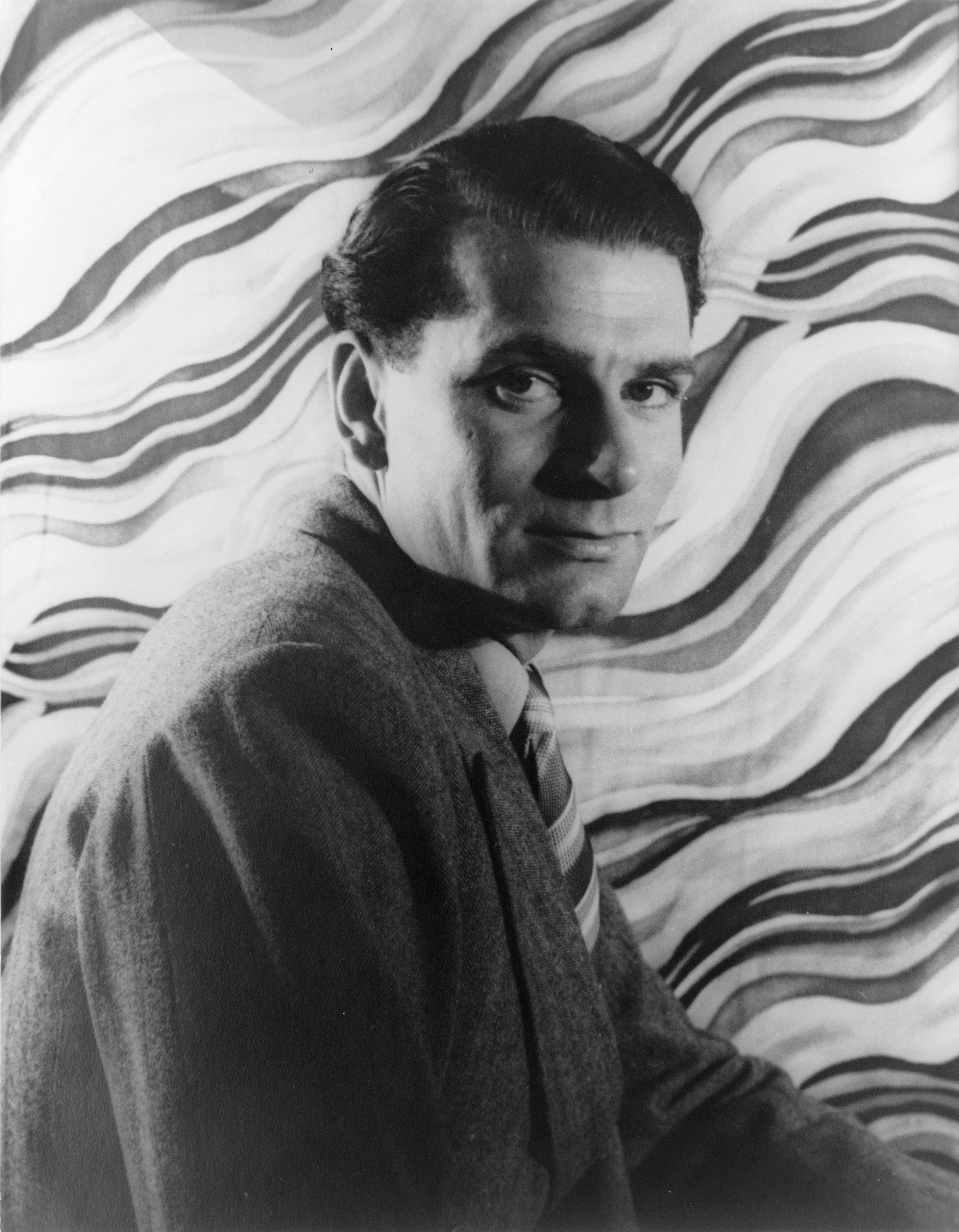
Laurence Olivier, 1939; foto van Carl van Vechten, uit de Van Vechten Collection van de Library of Congress.

  - Nominatie voor beste acteur - Wuthering Heights
- 1941
  - Nominatie voor beste acteur - Rebecca
- 1947
  - Nominatie voor beste acteur - Henry V
  - Nominatie voor beste film - Henry V
  - Ere-Oscar - Henry V ("voor zijn voortreffelijke prestatie als acteur, producent en regisseur om Henry V naar het scherm te brengen")
- 1949
  - Oscar voor beste acteur - Hamlet
  - Oscar voor beste film - Hamlet
  - Nominatie voor beste regie - Hamlet
- 1957
  - Nominatie voor beste acteur - Richard III
- 1961
  - Nominatie voor beste acteur - The Entertainer
- 1966
  - Nominatie voor beste acteur - Othello
- 1973
  - Nominatie voor beste acteur - Sleuth (winnaar van de NYFCC Award voor beste acteur)
- 1977
  - Nominatie voor beste mannelijke bijrol - Marathon Man
- 1979
  - Nominatie voor beste acteur - The Boys from Brazil
  - Ere-Oscar voor zijn hele oeuvre